# Stefan Sattler
Stefan Sattler (* Oktober 1962 in Krefeld) ist ein deutscher Schauspieler und Synchronsprecher hauptsächlich für Deutsch und Französisch. Er steht seit 1998 vor der Kamera. Von 2012 bis 2013 spielte er eine Nebenrolle in der Seifenoper Hotel 13 beim Fernsehsender Nickelodeon. 2015 spielt er den Piloten Von Strudel in 'La Tour2 Contrôle infernale ' von Eric Judor. Im gleichen Jahr dreht er seinen zweiten Kurzfilm „Klecks“.

## Filmografie (Auswahl)
- 2004: Last Night on Earth
- 2006: Ysé (Kurzfilm)
- 2008: Tunnelrat (Kurzfilm)
- 2009: Si Gentil (Kurzfilm)
- 2009: Un café pour l’Amérique (Kurzfilm)
- 2009: Catnapping
- 2010: Je ne vous oublierai jamais
- 2011: The POW (Kurzfilm, Synchronsprecher)
- 2012–2013: Hotel 13 (Fernsehserie)
- 2013: In Vlaamse Velden (Fernsehserie)
- 2014: La Guerre des Ondes (Docu-Fiction)
- 2019: The Spy